# Creiis pellucidus
Creiis pellucidus är en insektsart som först beskrevs av Walter Wilson Froggatt 1923.  Creiis pellucidus ingår i släktet Creiis och familjen rundbladloppor. Inga underarter finns listade i Catalogue of Life.